# Balclutha youngi
Balclutha youngi är en insektsart som beskrevs av Blocker 1967. Balclutha youngi ingår i släktet Balclutha och familjen dvärgstritar. Inga underarter finns listade i Catalogue of Life.